# Ubaldo degli Uberti
Ubaldo degli Uberti (Napoli, 14 aprile 1881 – Vicenza, 27 aprile 1945) è stato un ammiraglio italiano.

## Biografia
Discendente del nobile ghibellino Farinata degli Uberti, prestò servizio con la Regia Marina durante la prima guerra mondiale. Nella seconda guerra mondiale ricoprì ruoli di responsabilità nell'ufficio stampa della Regia Marina e in seguito guidò il medesimo ufficio per la Marina Nazionale Repubblicana. Fu direttore del quindicinale Marina repubblicana.

### Al comando del sommergibileGiacinto Pullino
Nel 1916 il tenente di vascello Degli Uberti assunse il comando del sommergibile Giacinto Pullino.

Stemma Uberti

Nella notte tra il 3 e il 4 luglio 1916 il Pullino lasciò Venezia , con il compito di attaccare le rotte nemiche passanti nel golfo del Quarnaro; faceva parte dell'equipaggio, in qualità di pilota, anche il tenente di vascello Nazario Sauro, istriano, noto irredentista, al suo primo imbarco su questa unità, ma che era stato pilota di molte altre navi e sommergibili italiani in guerra.

#### L'ultima missione di Nazario Sauro
Il 29 luglio 1916 il Pullino salpò per la sua trentaduesima (ed ultima) missione: avrebbe dovuto ancora attaccare le navi austroungariche ormeggiate a Fiume. Imboccò il canale tra Unie e lo scoglio di Galiola (passaggio sicuro dagli attacchi nemici), ma con notevoli pericoli: le correnti rendevano difficoltosa la navigazione, complicata ulteriormente dalle nebbia al tramonto del 30, obbligando ad aggiungere una vedetta a prua. Alle 00.25 del 31 luglio fu avvistata da bordo una sagoma bianca sulla dritta; mentre il sommergibile, fermati i motori, ma mentre manovrava per accostare sulla sinistra, spostato improvvisamente dalla corrente andò ad incagliarsi su degli scogli, sbandando fortemente sul lato sinistro. Nel corso della notte l'equipaggio cercò di disincagliare il sommergibile, ma inutilmente; all'alba, perse ormai le speranze di salvare l'unità, ed avvistate varie navi nemiche nelle vicinanze si decise di distruggere la bandiera ed i documenti. L'equipaggio abbandonò il sommergibile (dopo aver aperto falle a bordo per cercare di allagarlo) e salì sullo scoglio; uno dei marinai, raggiunta la riva a nuoto, s'impadronì di un canotto, con il quale il comandante in seconda ed altri uomini raggiunsero una spiaggia ove catturarono ancora una barca a vela (trovata in secco sulla spiaggia ed appartenente al guardiano del vicino faro) con la quale avrebbero tentato di rimpatriare; intanto il comandante cercava, senza risultato, di danneggiare il sommergibile per non farlo cadere intatto in mano nemica. Nazario Sauro, conscio del fatto che, essendo formalmente cittadino dell'Impero austro-ungarico, se catturato sarebbe stato giustiziato come traditore, partì solo alle 5.15 diretto verso sud, su di un canottino a remi, con poche provviste ed un'arma, nel tentativo di raggiungere le coste italiane.
La barca a vela con l'equipaggio del Pullino, alle 7.30, fu intercettata da due unità austroungariche che prese prigioniero l'equipaggio che fu inviato in un campo di prigionia. Poche ore dopo anche Nazario Sauro fu intercettato da unità avversarie e preso prigioniero.

### Il dopoguerra e l'amicizia con Ezra Pound
Degli Uberti riprese servizio al termine della guerra quando fu liberato dal campo di concentramento. A causa di incomprensioni con lo Stato Maggiore alla fine degli anni 20 lasciò il servizio e di dedicarsi all'attività di scrittore. La conoscenza della lingua inglese permise nel 1934 a Ubaldo degli Uberti di conoscere il poeta americano Ezra Pound che all'epoca viveva a Rapallo e di cui divenne il traduttore in lingua italiana.
Condividendo le stesse posizioni politiche e le teorie economiche i due strinsero una profonda amicizia. Pound inoltre, interessato al simbolismo medievale italiano era affascinato da Degli Uberti e dalla sua discendenza da Farinata degli Uberti che soprannominò affettuosamente "UB2" ovvero UB al quadrato.
L'amicizia tra Degli Uberti e Pound non venne meno nemmeno durante la guerra e continuarono a mantenere un fitto scambio epistolare. Entrambi dopo l'armistizio dell'8 settembre 1943 si schierarono con la Repubblica Sociale Italiana.
Degli Uberti fu destinato a Vicenza e un giorno del 1944, mentre passeggiava per la città, si imbatté nella chiesa di San Lorenzo dove con stupore notò sulla facciata quattro sarcofagi trecenteschi e su uno dei quali spiccare lo stemma della famiglia Degli Uberti. Chieste informazioni al parroco scoprì che proprio quel sarcofago apparteneva a Lapo degli Uberti, figlio di Farinata degli Uberti, anch'esso morto in esilio. Degli Uberti volle condividere la scoperta con l'amico Pound e gliela illustrò in una lettera che concluse scrivendo: "Chissà che anch'io un giorno non debba morire qui, esule, portato via da un vento di siepe". Anni dopo, durante la prigionia in un manicomio negli Stati Uniti Pound si ricordò dell'amico e lo citò mentre scriveva I Cantos:
(Ezra Pound nei Cantos XCV/643-644)

### La seconda guerra mondiale
Nel 1941 fu nominato contrammiraglio e assunse la responsabilità del settore propaganda di Supermarina facendosi inoltre promotore presso la marina dei primi film neorealisti come La nave bianca. Inoltre diresse in via ufficiosa il settimanale Prore Armate.
Dopo l'armistizio dell'8 settembre 1943 aderì alla Repubblica Sociale Italiana e nell'autunno 1943 proseguì la sua attività all'interno della neo costituita Marina Nazionale Repubblicana, assumendo la guida dell'ufficio Stampa che si trovava inizialmente a Vicenza ma poi si trasferì a Montecchio Maggiore.
Più tardi divenne anche direttore del quindicinale Marina Repubblicana. Sulla rivista aveva già pubblicato una lettera aperta il poeta statunitense Ezra Pound. Dopo la nomina Degli Uberti convinse Pound, di cui era amico, a intensificare la propria collaborazione e furono pubblicati anche frammenti del canto LXXII e l'intero canto LXXIII dei Cantos, gli unici due integralmente composti in lingua italiana, il LXXII in omaggio e memoria di Marinetti ed il successivo per eternare il sacrificio di una ragazza romagnola che condusse un drappello di militari Alleati in procinto di occupare Rimini, in zona minata immolandosi anch'essa. L'ultimo articolo pubblicato da Pound fu del 1º aprile 1945.
In maniera disincantata, il 4 aprile 1945 borbottò "Qui chi crepa fa un affare".
Il 26 aprile 1945 alcuni uomini del battaglione "Pegaso" della Xª Flottiglia MAS posto a presidio del Sottosegretariato alla Marina Repubblicana a Montecchio Maggiore intervennero per impedire il saccheggio del magazzino del battaglione da parte della popolazione. Ma furono attaccati da un piccolo reparto tedesco in ritirata, composto da volontari russi, che li aveva erroneamente confusi con dei nemici,. Secondo la testimonianza del comandante della 2 compagnia del battaglione "Pegaso" Claudio Boninu, durante lo scontro giunse l'automobile dell'ammiraglio Degli Uberti cui fu intimato l'alt, ma quando questi fece per scendere dalla vettura i russi aprirono il fuoco ferendolo mortalmente.
Trasportato d'urgenza in ospedale spirò poco dopo. Il figlio Riccardo Maria degli Uberti, rientrato in Italia dalla Germania, ove si trovava prigioniero, passò contemporaneamente a Vicenza trascorrendo la notte di fronte all'ospedale, ignaro della sorte del padre.
Ubaldo degli Uberti fu sepolto nel cimitero Maggiore di Vicenza.

## Opere
- La Marina da guerra, Firenze, Salani, 1940
- Nei mari dell'estremo oriente, la guerra navale russo-giapponese 1904-1905, Corbaccio Dall'Oglio Editore, 1942
- Sommergibili, vecchie storie, Editoriale Marinara, 1942